# Invernesskappe
En invernesskappe (engelsk Inverness cape) er en form for vandtæt overfrakke. Den har ikke ærmer, og armene kommer ud af ærmegab. Den bliver associeret med den fiktive detektiv Sherlock Holmes.
Den blev opfundet i 1850'erne. Den hører til den traditionelle skotske highland dress.
I slutningen af 1800-tallet havde mænd en invernesskappe over kjole og hvidt.